# Natação nos Jogos Pan-Americanos de 1999 - 200 m medley feminino
O evento dos 200 m medley feminino nos Jogos Pan-Americanos de 1999 foi realizado em Winnipeg, Canadá, em 6 de agosto de 1999. A última campeã dos Jogos Pan-Americanos foi Joanne Malar, do Canadá.
Essa corrida consistiu em quatro voltas em quatro estilos em piscina olímpica.

## Resultados
Todos os tempos estão em minutos e segundos.
| CHAVE: | q | Mais rápidos não-classificados | Q | Classificados | GR | Recorde dos jogos | NR | Recorde nacional | PB | Melhor marca pessoal | SB | Melhor marca na temporada |

### Eliminatórias
A primeira fase foi realizada em 6 de agosto.
| Posição | Nome           | Nação              | Tempo   | Notas |
| ------- | -------------- | ------------------ | ------- | ----- |
| 1       | Joanne Malar   | CAN Canadá         | 2:14.81 | Q, GR |
| 2       | -              | -                  | -       | Q     |
| 3       | Maggie Bowen   | USA Estados Unidos | 2:18.86 | Q     |
| 4       | Gabrielle Rose | USA Estados Unidos | 2:19.02 | Q     |
| 5       | -              | -                  | -       | Q     |
| 6       | -              | -                  | -       | Q     |
| 7       | -              | -                  | -       | Q     |
| 8       | -              | -                  | -       | Q     |

### Final B
A final B foi realizada em 6 de agosto.
| Posição | Nome           | Nação                        | Tempo   | Notas |
| ------- | -------------- | ---------------------------- | ------- | ----- |
| 9       | Bárbara Jatobá | BRA Brasil                   | 2:28.33 |       |
| 10      | Jeanett Yanez  | PER Peru                     | 2:31.66 |       |
| 11      | R.Encina       | PAR Paraguai                 | 2:34.12 |       |
| 12      | Ashley Allaire | ISV Ilhas Virgens Americanas | 2:39.19 |       |

### Final A
A final A foi realizada em 6 de agosto.
| Posição           | Nome             | Nação              | Tempo   | Notas |
| ----------------- | ---------------- | ------------------ | ------- | ----- |
| Medalha de ouro   | Joanne Malar     | CAN Canadá         | 2:14.18 | GR    |
| Medalha de prata  | Maggie Bowen     | USA Estados Unidos | 2:15.26 |       |
| Medalha de bronze | Marianne Limpert | CAN Canadá         | 2:15.80 |       |
| 4                 | Gabrielle Rose   | USA Estados Unidos | 2:16.06 |       |
| 5                 | Carolyn Adel     | SUR Suriname       | 2:18.08 |       |
| 6                 | Fabíola Molina   | BRA Brasil         | 2:20.07 |       |
| 7                 | Sylvia Álvarez   | PUR Porto Rico     | 2:27.13 |       |
| 8                 | Georgina Bardach | ARG Argentina      | 2:28.15 |       |